# Marien Michel Ngouabi
Marien Michel Ngouabi (* 3. Juni 1980 in Kuba) ist ein ehemaliger Schwimmer der Republik Kongo. Er ist spezialisiert auf Freistilschwimmen. 

## Karriere
Nachdem er bei den Kurzbahnweltmeisterschaften 2000 in Athen angetreten war, nahm er auf Einladung des Schwimmverbands FINA auch über 100 m Freistil bei den Olympischen Sommerspielen 2000 in Sydney teil. Er schied im Vorlauf aus (Rang 69). Er diente auch als Fahnenträger bei der Eröffnungszeremonie.
Ngouabi führt derzeit einen kleinen Holz-verarbeitenden Betrieb Rosewood in Brazzaville. Ngouabi ist zudem der Enkel von Marien Ngouabi, dem früheren Präsidenten der Republik Kongo.